# Andrzej Jasiński (ur. 1973)
Andrzej Jasiński (ur. 12 września 1973 w Olsztynie) – polski piłkarz występujący na pozycji pomocnika.
Jasiński swoją karierę rozpoczął w Stomilu Olsztyn. W dużym stopniu przyczynił się do awansu tego klubu do ekstraklasy. W sezonie 1994/95 występując w olsztyńskim zespole, strzelił 6 bramek. W 1995 roku wyjechał do Szwecji, gdzie przez rok grał w Assyriska FF. Po powrocie do kraju grał przez krótki czas w Radomiaku Radom. W 1996 roku powrócił do Stomilu, gdzie w trakcie dwóch sezonów strzelił kolejne 5 goli. W sezonie 1998/1999 występował w innym olsztyńskim klubie, Warmii. Na wiosnę 2000 roku wyemigrował do Austrii. W kraju tym najpierw podjął się gry w FC Niederösterreich St. Pölten, a następnie w First Vienna FC 1894. W 2001 roku powrócił do ojczyzny, gdzie w krótkim czasie reprezentował barwy dwóch klubów: Jagiellonii Białystok oraz Arki Gdynia. W 2002 roku ponownie wyjechał z kraju, tym razem do Niemiec. Tam występował w Dresdner SC Fußball 98. Jesienią ponownie powrócił do Polski, kolejny raz zakładając koszulkę Stomilu. Karierę zakończył w 2003 roku, będąc wówczas zawodnikiem Warmii Olsztyn. Obecnie trenuje młodzież w klubie z jednej z niższych lig austriackich.